# La Fresnaye-sur-Chédouet
La Fresnaye-sur-Chédouet is een voormalige gemeente in het Franse departement Sarthe in de regio Pays de la Loire en telt 845 inwoners (1999). De plaats maakt deel uit van het arrondissement Mamers.
Tot 1 januari 2015 was La Fresnaye-sur-Chédouet een zelfstandige gemeente. Op die datum werd het met Chassé, Lignières-la-Carelle, Montigny, Roullée en Saint-Rigomer-des-Bois samengevoegd tot de nieuwe fusiegemeente Villeneuve-en-Perseigne.

## Geografie
De oppervlakte van La Fresnaye-sur-Chédouet bedraagt 31,1 km², de bevolkingsdichtheid is 27,2 inwoners per km².
De onderstaande kaart toont de ligging van La Fresnaye-sur-Chédouet met de belangrijkste infrastructuur en aangrenzende gemeenten.

## Demografie
Onderstaande figuur toont het verloop van het inwonertal (bron: INSEE-tellingen).